# Mali Log
Mali Log je naselje v občini Loški Potok, ki se nahaja v jugovzhodnem delu Slovenije, v tradicionalni pokrajini Dolenjska. Leži na nadmorski višini 810,4 metra in pokriva površino 6,78 km². Po podatkih iz leta 2024 je v naselju živelo 215 prebivalcev. 

Geografske značilnosti
Mali Log se nahaja na kraškem podolju, ki je značilno za območje Loškega Potoka. Območje je pretežno gozdnato, z značilnimi kraškimi pojavi, kot so vrtače in uvale. Podnebje je zmerno celinsko, z mrzlimi zimami in toplimi poletji. 

Zgodovinski razvoj
V 19. stoletju je bilo območje Loškega Potoka, vključno z Malim Logom, pretežno kmetijsko in gozdarsko usmerjeno. Po podatkih franciscejskega katastra iz leta 1824 so prebivalci živeli predvsem od kmetijstva in gozdarstva. 

Med drugo svetovno vojno je bil Mali Log prizorišče pomembnih dogodkov. Februarja 1943 se je v vasi ustavila Šercerjeva brigada, ki so jo napadli Italijani skupaj z vaškimi stražarji. Med spopadom so se Italijani nepričakovano umaknili, kar je pustilo stražarje v težkem položaju. 

Kulturna dediščina
V Malem Logu se nahajata dve stavbi, ki sta evidentirani kot stavbna dediščina: hiša na naslovu Mali Log 4 in hiša na naslovu Mali Log 45. 

Sodobni razvoj
V novejšem času se je v Malem Logu razvila industrijska cona, ki zagotavlja delovna mesta za lokalno prebivalstvo.  Med bolj znanimi podjetji v tej coni so Riko Ekos d.o.o., Anis Trend d.o.o. ter Luun d.o.o., ki delujejo na področju ekologije, trgovine in proizvodnje.

Poleg tega je na obrobju vasi postavljena veterna turbina z močjo 1 MW, kar simbolizira prizadevanja kraja za uporabo obnovljivih virov energije. 

Turizem in rekreacija
Mali Log je izhodišče za več pohodniških poti. Ena izmed priljubljenih poti vodi do Koče na Kamnem griču, od koder se razprostira lep razgled na okoliško pokrajino. 
Mali Log je naselje v Občini Loški Potok.